# Guy's Cliffe
Guy's Cliffe är en by i civil parish Leek Wootton and Guy's Cliffe, i distriktet Warwick, i grevskapet Warwickshire i England. Byn är belägen 3 km från Warwick. Guy's Cliffe var en civil parish 1858–1986 när det uppgick i Leek Wootton and Guy's Cliffe. Civil parish hade 2 invånare år 1961.